# アナ・メンディエタ
アナ・メンディエタ（Ana Mendieta、1948年11月18日 - 1985年9月8日）は、キューバ系アメリカ人の美術家である。「1970年代と1980年代における重要なフェミニスト美術家のひとり」であると考えられている。

## 経歴
1948年11月18日、キューバのハバナに生まれる。政治家の父親と化学教師の母親を両親に持つ。上位中産階級の家庭で育った。12歳の頃、2歳年上の姉とともにアメリカ合衆国に渡った。
アイオワ大学に進学し、ハンス・ブレダーのもとで学んだ。在学中に美術の制作活動を開始した。1978年、ニューヨーク州ニューヨーク市に移り住み、ナンシー・スペロ、メアリー・ベス・エデルソン、キャロリー・シュニーマンらと親交を持った。1985年、カール・アンドレと結婚した。
1985年9月8日、ニューヨーク市のアパートメントの34階の窓から落下し、死去した。36歳没。その生涯で彼女が手がけた作品は200点以上に及んでいる。

## 関連文献
- Weinman, Sarah (2016年4月21日). “In death, an artist and a young woman meet”. The Guardian. 2019年2月7日閲覧。
- Sauers, Jenna (2017年9月19日). “Portrait of the Artist, Ana Mendieta, Iowa City, 1973”. The Village Voice. 2019年2月7日閲覧。